# Hrabyczanka
Hrabyczanka (ukr. Грабичанка) – wieś na Ukrainie w rejonie tłumackim obwodu iwanofrankiwskiego.
Miejscowość położona na północ od wsi Sokoliwka (Соколівка).